# André Buron
André Buron (* 4. August 1967 in Gehrden) ist ein deutscher Journalist.

## Leben
Nach seinem Schulabschluss studierte André Buron die Fächer Germanistik, Anglistik und Philosophie.
Nach einem dreijährigen Engagement als fester Regieassistent beim Schauspiel Hannover wurde Buron freiberuflich als Journalist sowie als Dozent tätig.
In der Nachfolge von Susanne Kautz übernahm André Buron zum 2. Oktober 2000 die Funktion als Chefredakteur beim Stadtmagazin Schädelspalter.